# Spiaggia del Maroccone
La spiaggia del Maroccone è un'insenatura mediamente estesa che si colloca alla foce del rio Maroccone, nel comune di Livorno, nelle estreme propaggini settentrionali del Romito. Formatasi sulla base di una panchina del Pleistocene superiore, la spiaggia è composta da roccia sedimentaria, soprattutto alle estremità. Caratteristico è il cosiddetto  Scoglione, una formazione rocciosa lunga tre metri e larga non più di un metro e mezzo che si erge dal fondale a 50 metri dalla costa.
Oggi la spiaggia del Maroccone è diventata un bagno attrezzato, il  parco Marina del Boccale, che permette sia la villeggiatura nella parte libera (a nord) che in quella attrezzata (a sud).